# Ian Cerino
Ian Cerino (Nueva York, Estados Unidos, 10 de marzo de 2002) es un baloncestista profesional argentino nacido en los Estados Unidos, que se desempeña como pívot en San Lorenzo de la Liga Nacional de Básquet de Argentina. 

## Trayectoria

### Clubes
| Club        | País      | Año             |
| ----------- | --------- | --------------- |
| San Lorenzo | Argentina | 2020 - Presente |

## Selección nacional
Pese a que Cerino nació en los Estados Unidos, pudo obtener la ciudadanía argentina en 2018 e integrarse a los seleccionados juveniles de baloncesto de Argentina. Debido a ello estuvo presente en el Campeonato Sudamericano de Baloncesto Sub-17 de 2019 en Chile.